# Hamdi Braa
Hamdi Braa (in arabo حمدي برع‎?; Sfax, 7 settembre 1986) è un ex cestista tunisino.

## Carriera
Con la Tunisia ha disputato i Campionati mondiali del 2010 e tre edizioni dei Campionati africani (2007, 2009, 2015).